# Paramakatoi
Paramakatoi is een inheems dorp in de Potaro-Siparuni regio van  Guyana. Het ligt in het Pacaraimagebergte op een hoogte van 970 meter. Het wordt bewoond door het Patamona-volk met een minderheid van inheemse Makushi en Wapishana.

## Overzicht
Paramakatoi is vernoemd naar een kreek met Palamaka planten, en toi betekent savanne. Missionarissen hebben het later verstaan als Paramakatoi. Het dorp heeft zich ontwikkeld als regionaal centrum.
In Paramakatoi wordt twee keer per week een markt gehouden. Er is een winkelcentrum, een kliniek en een middelbare school met pensionaat. Het dorp heeft de beschikking over een waterpomp, en heeft elektriciteit gebaseerd op zonnecellen van 15:00 tot 22:00.
De economie is gebaseerd op landbouw en veeteelt. In Paramakatoi bevindt zich een fabriek voor zongedroogde tomaten en ketchup.
Paramakatoi kan worden bereikt via het vliegveld en wordt bediend door reguliere vluchten. De wegen rond Paramakatoi zijn onverhard en door het bergachtig terrein ongeschikt voor normale voertuigen.
- Library of Congress Control Number: n97045512
- Nationale Bibliotheek van Israël: 987007542613205171
- Virtual International Authority File: 123325843